# Xã Le Sauk, Quận Stearns, Minnesota
Xã Le Sauk (tiếng Anh: Le Sauk Township) là một xã thuộc quận Stearns, tiểu bang Minnesota, Hoa Kỳ. Năm 2010, dân số của xã này là 1.766 người.